# Suiza en los Juegos Olímpicos de Atenas 1896
Suiza estuvo representada en los Juegos Olímpicos de Atenas 1896 por un total de tres deportistas que compitieron en dos deportes.  

## Medallistas
El equipo olímpico suizo obtuvo las siguientes medallas:
| Nombre       | Deporte            | Competición         |
| ------------ | ------------------ | ------------------- |
| Oro          |                    |                     |
| Louis Zutter | Gimnasia artística | Caballo con arcos M |
| Plata        |                    |                     |
| Louis Zutter | Gimnasia artística | Paralelas M         |
| Louis Zutter | Gimnasia artística | Salto de potro M    |
| Bronce       |                    |                     |
| —            |                    |                     |